# Mexico Beach
Mexico Beach é uma cidade localizada no estado americano da Flórida, no condado de Bay. Foi incorporada em 1967.

## Geografia
De acordo com o United States Census Bureau, a cidade tem uma área de 4,7 km², onde 4,6 km² estão cobertos por terra e 0,1 km² por água.

### Localidades na vizinhança
O diagrama seguinte representa as localidades num raio de 32 km ao redor de Mexico Beach.

## Demografia
Segundo o censo nacional de 2010, a sua população é de 1 072 habitantes e sua densidade populacional é de 233,8 hab/km². É a localidade menos populosa do condado de Bay. Possui 1 852 residências, que resulta em uma densidade de 404 residências/km².